# Mart Võrklaev
Mart Võrklaev (ur. 30 maja 1984 w Tallinnie) – estoński polityk i samorządowiec, poseł do Zgromadzenia Państwowego, w latach 2023–2024 minister finansów.

## Życiorys
W 2003 ukończył szkołę średnią, a w 2008 geodezję na Estońskim Uniwersytecie Przyrodniczym. Studiował również prawo na Uniwersytecie w Tartu. Pracował m.in. jako geometra w administracji gminy Rae. W 2009 wstąpił do Estońskiej Partii Reform. W 2012 był zastępcą burmistrza gminy Rae, a od tegoż roku do 2019 pełnił funkcję jej burmistrza. Uzyskiwał mandat radnego gminy, wchodził w skład organów różnych estońskich zrzeszeń samorządowych. W 2015 został członkiem Europejskiego Komitetu Regionów.
W 2019 objął mandat posła do Riigikogu XIV kadencji. W wyborach w 2023 został wybrany na deputowanego XV kadencji. W kwietniu tegoż roku objął stanowisko ministra finansów w trzecim rządzie Kai Kallas. Urząd ten sprawował do lipca 2024.